# Arnac-la-Poste
 Arnac-la-Poste  (en occitano Arnac la Pòste) es una población y comuna francesa, en la región de Lemosín, departamento de Alto Vienne, en el distrito de Bellac y cantón de Saint-Sulpice-les-Feuilles.

## Demografía
| 1416 | 1279 | 1172 | 1118 | 1027 | 979 | 1025 |
| Para los censos de 1962 a 1999 la población legal corresponde a la población sin duplicidades (Fuente: INSEE [Consultar]) |      |      |      |      |     |      |